# Dicranomyia hansiana
Dicranomyia hansiana là một loài ruồi trong họ Limoniidae. Chúng phân bố ở miền Cổ bắc.